# Xiatang Shuiku
Xiatang Shuiku är en reservoar i Kina. Den ligger i provinsen Anhui, i den östra delen av landet, omkring 54 kilometer öster om provinshuvudstaden Hefei. Trakten runt Xiatang Shuiku består till största delen av jordbruksmark.
Genomsnittlig årsnederbörd är 1 291 millimeter. Den regnigaste månaden är juli, med i genomsnitt 229 mm nederbörd, och den torraste är december, med 41 mm nederbörd.